# Bhakilmi
Bhakilmi (nep. भक्किल्मी) – gaun wikas samiti w zachodniej części Nepalu w strefie Dhawalagiri w dystrykcie Myagdi. Według nepalskiego spisu powszechnego z 2001 roku liczył on 691 gospodarstw domowych i 3518 mieszkańców (1956 kobiet i 1562 mężczyzn).